# Maria Wincencja Masia Ferragut
Maria Vincenta Masia Ferragut (ur. 12 stycznia 1882; zm. 25 października 1936) – hiszpańska błogosławiona Kościoła katolickiego.

## Życiorys
Urodziła się w wielodzietnej rodzinie, a jej rodzicami byli Maria Teresa Ferragut Roig i Vincenty Silverio Masia. Została zakonnicą tak jak jej trzy siostry. Aresztowano ją wraz z matką i siostrami. Wszystkie poniosły śmierć męczeńską za wiarę.
Beatyfikował ją w grupie Józef Aparicio Sanz i 232 towarzyszy papież Jan Paweł II 11 marca 2001 roku.